# Isaka Motor Laboratory
Isaka Motor Laboratory (井坂自動車研究所) war ein japanischer Hersteller von Automobilen.

## Unternehmensgeschichte
Das Unternehmen hatte seinen Sitz vermutlich in Nagasaki. Es stellte von 1955 bis 1956 Personenkraftwagen her, die als Isaka vermarktet wurden. Die Verkaufszahlen blieben gering. Eine andere Quelle gibt 1957 als einziges Baujahr an.

## Fahrzeuge
Das einzige Modell Baby Condor war ein vierrädriger Kleinstwagen der Kei-Car-Klasse. Das Fahrzeug hatte 130 cm Radstand und war 170 cm lang. Ein wassergekühlter Einzylinder-Zweitaktmotor mit 175 cm³ Hubraum trieb das Fahrzeug an. Die offene Karosserie bot Platz für zwei Personen.